# Eddy Bouwmans
Eddy Bouwmans, nacido el 30 de enero de 1968 en Aarle-Rixtel, es un ciclista holandés ya retirado que fue profesional desde 1990 a 1997.

## Palmarés
1989
- Flecha de las Ardenas

1992
- Clasificación de los jóvenes del Tour de Francia

1993
- Clásica de los Alpes
- 1 etapa de la Dauphiné Libéré

1994
- 1 etapa del Critérium Internacional
- 1 etapa del Tour de Limousin

1997
- Teleflex Tour

## Resultados en las grandes vueltas
| Carrera         | 1990 | 1991 | 1992 | 1993 | 1994 | 1995 | 1996 | 1997 |
| --------------- | ---- | ---- | ---- | ---- | ---- | ---- | ---- | ---- |
| Giro de Italia  | -    | -    | -    | -    | -    | -    | -    | -    |
| Tour de Francia | -    | -    | 14º  | 45.º | -    | 45.º | -    | -    |
| Vuelta a España | -    | 41.º | -    | -    | -    | 27º  | -    | -    |
| Mundial en Ruta | Ab.  | Ab.  | Ab.  | Ab.  | Ab.  | Ab.  | Ab.  | -    |

-: no participa

Ab.: abandono

## Equipos
- Panasonic-Sportlife (1990-1992)
- Novemail-Histor (1993-1994)
- Novell (1995)
- Foreldorado-Golff (1996-1997)